# Cantó de Saint-Paul-2
El cantó de Saint-Paul-2 és un cantó de l'illa de la Reunió, regió d'ultramar francesa de l'oceà Índic. Correspon a una fracció de la comuna de Saint-Paul.
| Data d'elecció | Identitat        | Partit |
| -------------- | ---------------- | ------ |
| Des de 2001    | Cyrille Melchior |        |